# Richard Page
Richard Page (Keokuk, 16 maggio 1953) è un musicista e compositore statunitense, noto principalmente per il successo ottenuto come frontman dei Mr. Mister durante gli anni ottanta.

## Biografia
Figlio di musicisti, Page si avvicina al mondo della musica sin dalla giovane età. Durante gli anni dell'adolescenza conosce il tastierista Steve George, con cui fonda la band Pages nel 1978. I due danno poi vita ai Mr. Mister nel 1982. La band raggiunge il successo internazionale con l'album Welcome to the Real World, grazie soprattutto ai singoli Broken Wings e Kyrie che raggiungono il primo posto in classifica. I Mr. Mister si sciolgono sul finire del 1990 a causa di alcuni contrasti con la RCA Records. L'album ai tempi lasciato incompiuto, Pull, viene successivamente pubblicato solo nel 2010 su iniziativa della Little Dume Recordings, piccola etichetta discografica di proprietà di Page.

## Discografia

### Album

#### Con i Pages
- 1978: Pages
- 1979: Future Street
- 1981: Pages

#### Con i Mr. Mister
- 1984: I Wear the Face
- 1985: Welcome to the Real World
- 1987: Go On...
- 2010: Pull

#### Solista
- 1994: Meanwhile
- 1996: Shelter Me
- 2010: Peculiar Life
- 2011: Solo Acoustic (live DVD/CD)
- 2012: Songs from the Sketchbook
- 2015: Goin' South

### Partecipazioni
- 1979: Keep the Fire – Kenny Loggins (cori)
- 1980: Hi Infidelity – REO Speedwagon (cori)
- 1981: Runaway – Bill Champlin (cori)
- 1981: Breakin' Away – Al Jarreau (cori)
- 1981: Sometimes Late at Night – Carole Bayer Sager (cori)
- 1982: Three Lock Box – Sammy Hagar (cori)
- 1983: Caught in the Game – Survivor (cori)
- 1983: Shout at the Devil – Mötley Crüe (cori)
- 1983: A Christmas Album – Amy Grant (cori)
- 1984: Isolation – Toto (cori)
- 1984: Stay Hungry – Twisted Sister (cori)
- 1985: Vox Humana – Kenny Loggins (cori e accompagnamento vocale)
- 1985: Rhythm of the Night – DeBarge (cori)
- 1986: The Collection – Amy Grant (cori)
- 1986: David Foster – David Foster (cori)
- 1988: Back to Avalon – Kenny Loggins (cori)
- 1989: Slip of the Tongue – Whitesnake (cori)
- 1992: Kingdom of Desire – Toto (cori)
- 1994: Meanwhile - 3rd Matinee (voce solista)
- 1999: Mindfields – Toto (cori)
- 2002: Familiar To Me – Joe Zawinul;  voce nel brano "Faces And Places"
- 2002: Shadow and Light – Joe Zawinul; voce nel brano "The Immigrants"
- 2003: Closer – Josh Groban (cori)
- 2005: The Day After Yesterday; duetto con Rick Springfield nella cover di "Broken Wings"